# Santana Esporte Clube
Le Santana Esporte Clube est un club brésilien de football basé à Santana dans l'État de l'Amapá.

## Palmarès
- Championnat de l'État de l'Amapá
  - Champion : 1960, 1961, 1962, 1965, 1968, 1972, 1985